# Mosbach (Rhein)
Der Mosbach in der hessischen Landeshauptstadt Wiesbaden ist ein 11,3 km langer, orografisch rechter Zufluss des Rheins. Im Oberlauf trägt er die Namen Weilburger Bach und Belzbach.

## Verlauf
Der Bach entspringt als Weilburger Bach am Südhang der Hohen Wurzel (618 m) im Taunus. Oberhalb eines parallel zur Krauskopfstraße verlaufenden Waldwegs wird der Bach gestaut und bei normalem Wasserstand versickert er dort. In einer als Biotop geschützten Sickerquelle in 425 m Höhe tritt das Wasser wieder zu Tage. Diese liegt zwischen Georgenborn im Rheingau-Taunus-Kreis und der Häusergruppe Chausseehaus, die zum Ortsbezirk Dotzheim der hessischen Landeshauptstadt Wiesbaden gehört. Das Waldstück um die Quelle liegt naturräumlich im Wiesbadener Hochtaunus (Hochtaunus), das darunterliegende Tal gehört zum Rheingau-Wiesbadener Vortaunus (Vortaunus). Anschließend fließt der Bach in südöstlicher Richtung, unterquert in Höhe des Knusperhäuschens die L 3038 und den Rheingauer Pfad sowie die Alte Rheingauer Straße, die das Chausseehaus mit Georgenborn bzw. über den Grauen Stein mit Walluf verbinden. Im weiteren Verlauf nimmt er innerhalb des Waldwiesentals von links den rund 600 m langen Aunelbach auf, der im Weilburger Tal an der Aunelquelle entspringt. Der Bach fließt westlich der Siedlung Kohlheck weiter zu den Standorten der ehemaligen Grundmühle und Bossemühle. Das Weilburger Tal ist ein wichtiges Naherholungsgebiet, für das in den 1970er-Jahren die Errichtung vielfältiger Freizeitanlagen angedacht war.
Östlich des Waldfriedhofs Dotzheim erreicht der Bach den Dotzheimer Ortskern, den er teilweise verrohrt mit dem neuen Namen Belzbach in südöstlicher Richtung durchquert. Am Haus der Vereine im Wiesengrund wurde der Bach 2018 renaturiert. Der Belzbach verläuft nun im Naturraum Rheingau weiter gen Südosten parallel zur Aartalbahn zwischen der Siedlung Sauerland und dem Künstlerviertel zur Straßenmühle, die heute als Restaurant dient. Anschließend tritt der Bach in den Ortsbezirk von Biebrich ein und heißt nun Mosbach. Er unterquert die Schiersteiner Straße / Bundesautobahn 643 an der Kahlemühle und fließt im Lohmühltal zwischen der Siedlung Gräselberg und dem Waldstraßenviertel mit dem ehemaligen Bahnhof Waldstraße. Die Spätenmühle existiert nicht mehr, während die Lohmühle als Ausflugslokal weiter besteht. Der Mosbach verläuft entlang der Wiese der traditionsreichen Gibber Kerb, unterquert die Bundesautobahn 66, durchquert die Siedlung Gibb, unterquert die rechte Rheinstrecke am Bahnhof Wiesbaden-Biebrich und die Äppelallee und tritt dann in den Schlosspark Biebrich ein.
Im Schlosspark zweigt bald an der Mosburg der Nachtigallenbach ab, der den Mosburgweiher speist und etwas vor dem Biebricher Schloss zurückläuft. Danach fließt der Mosbach an den Austragungsorten des Internationalen Pfingstturniers Wiesbaden vorbei und mündet schließlich westlich des Biebricher Schlosses in den Oberrhein. An der Mündung fließen durchschnittlich 83,1 Liter pro Sekunde in den Rhein.

## Naturschutz
Die Quelle des Weilburger Bachs gehört zum Naturpark Rhein-Taunus und ist Teil des Landschaftsschutzgebiets Stadt Wiesbaden und des FFH-Gebiets Buchenwälder nördlich von Wiesbaden. Unterhalb der L 3038 gehört das Waldwiesental zum knapp 40 Hektar großen FFH-Gebiet Weilburger Tal-Klingengrund. Die Wiese im Klingengrund mit Großseggenried und Feuchtbrache sowie der umgebende Erlenwald sind als Biotope gesetzlich geschützt.

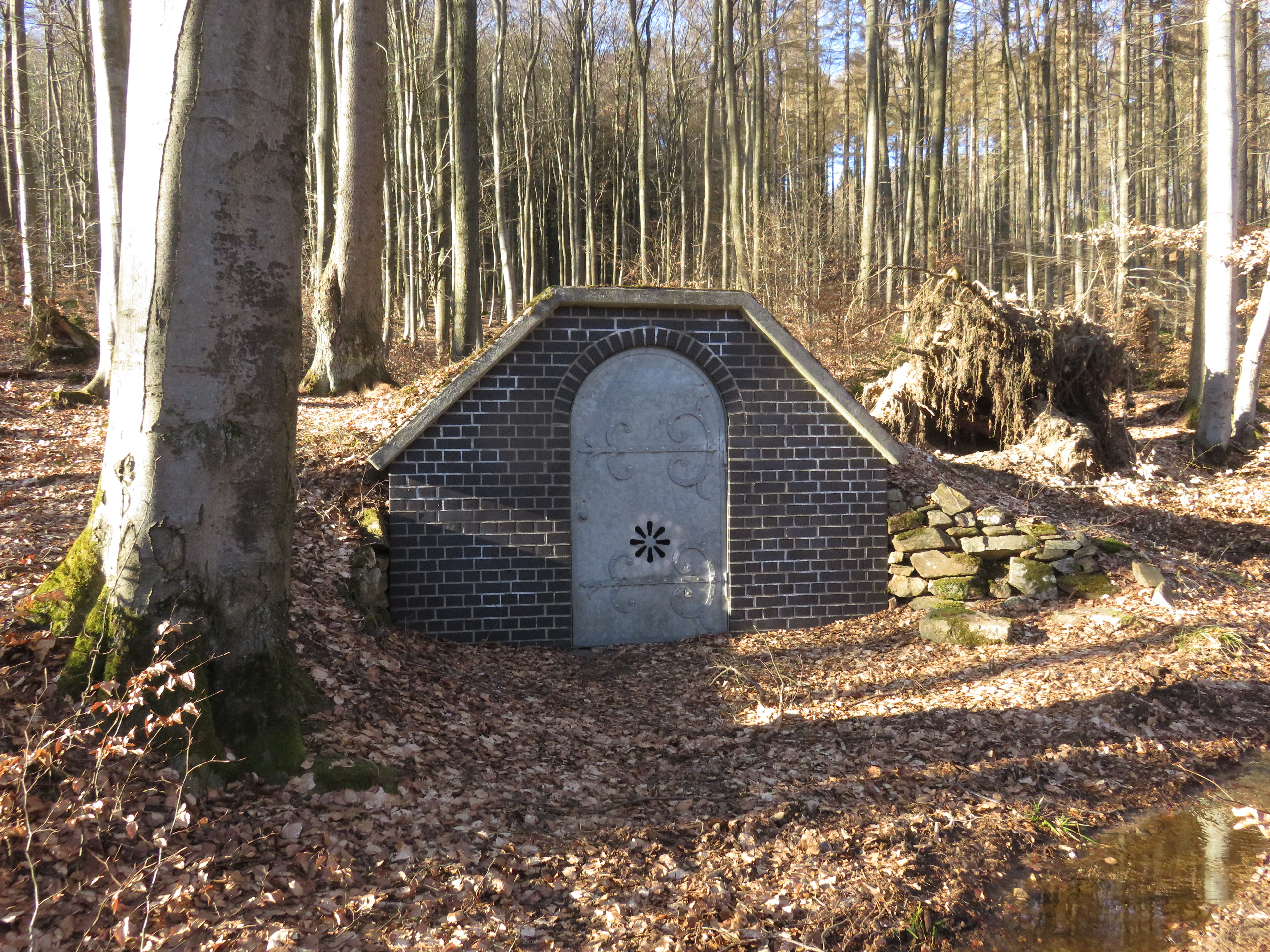
Wasserbehälter am Oberlauf des Weilburger Bachs
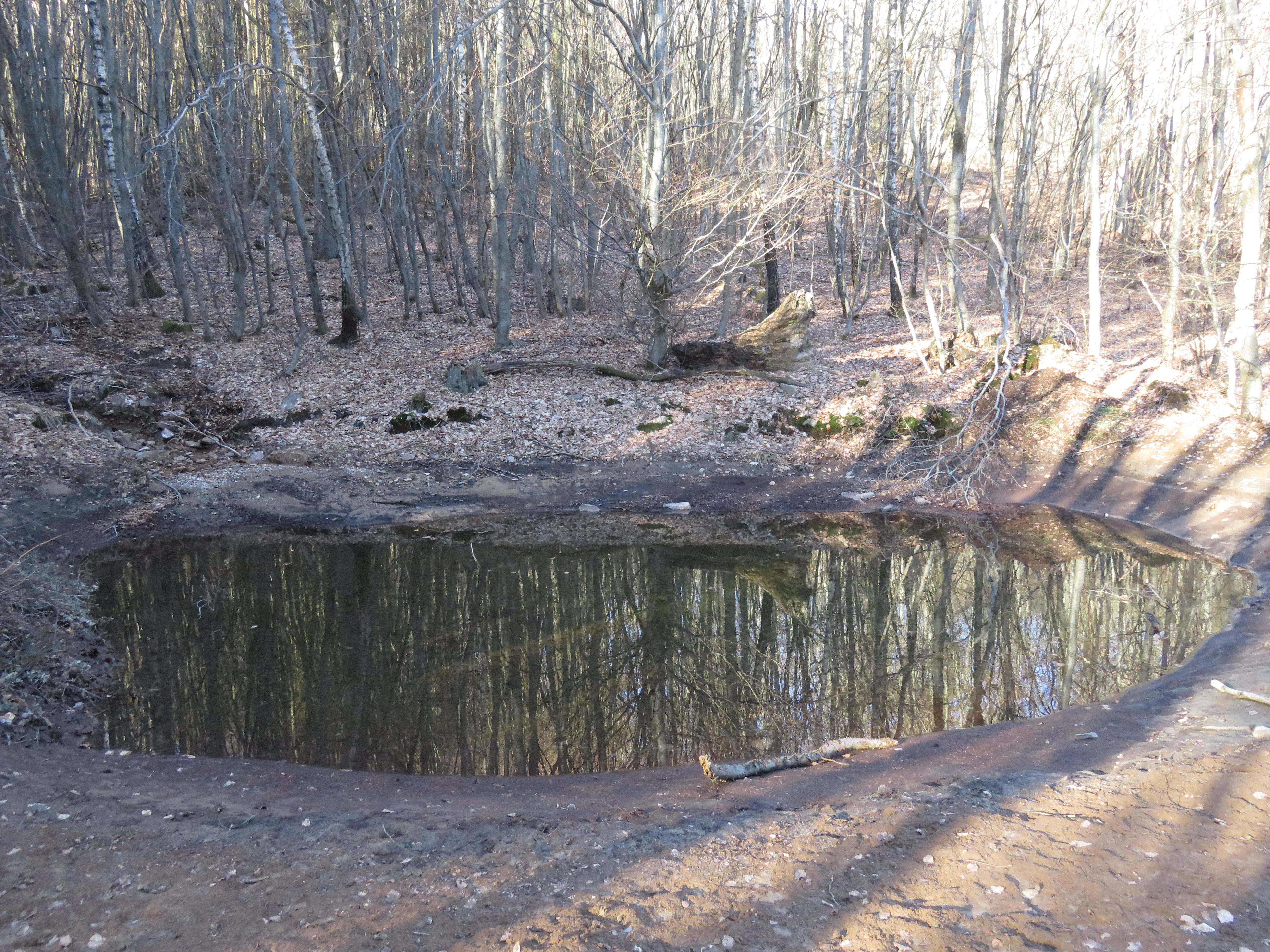
See oberhalb eines Waldwegs von Georgenborn zum Forsthaus Chausseehaus
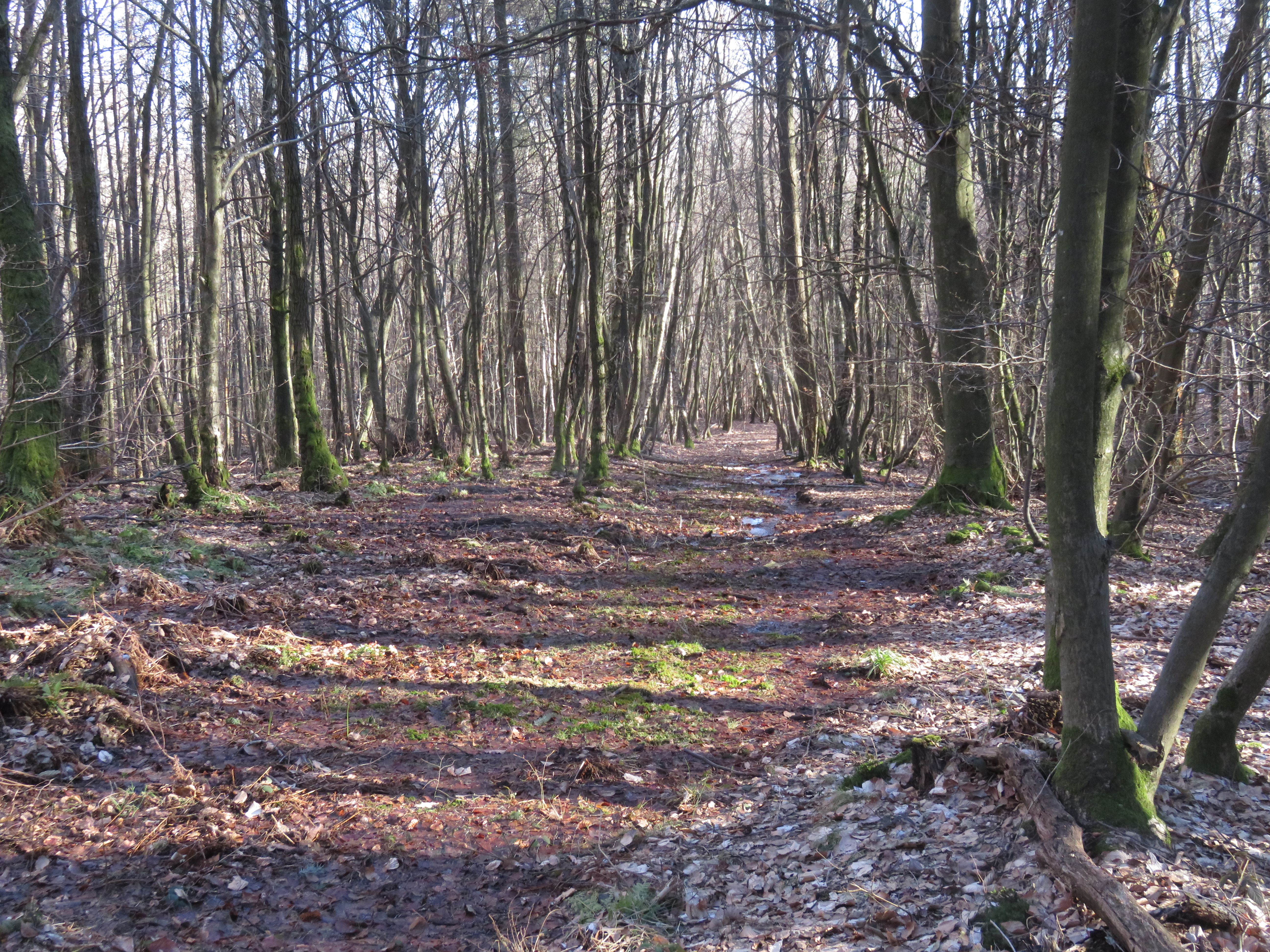
Als Biotop geschützte Sickerquelle unterhalb des Sees
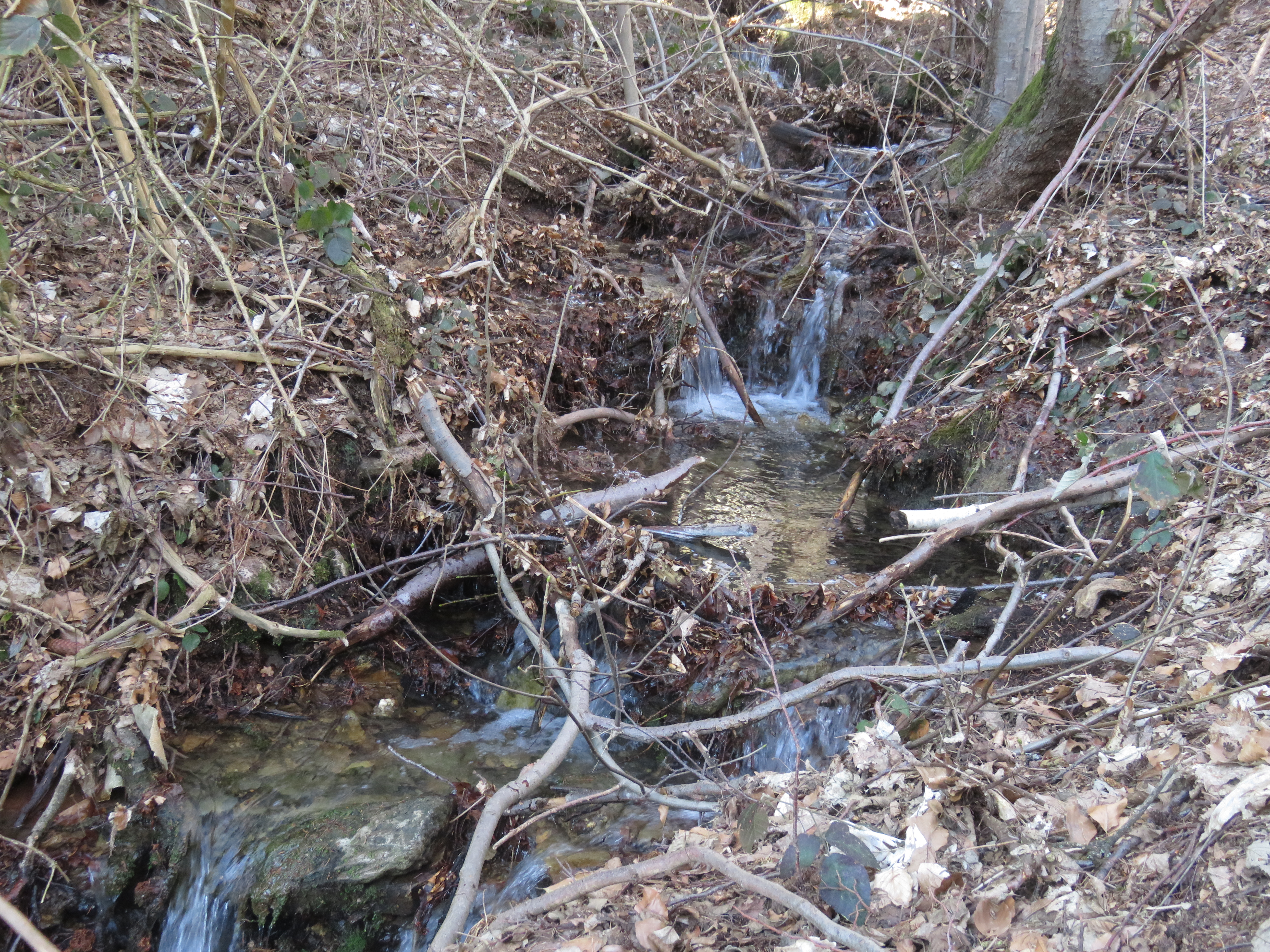
Bach am Knusperhäuschen
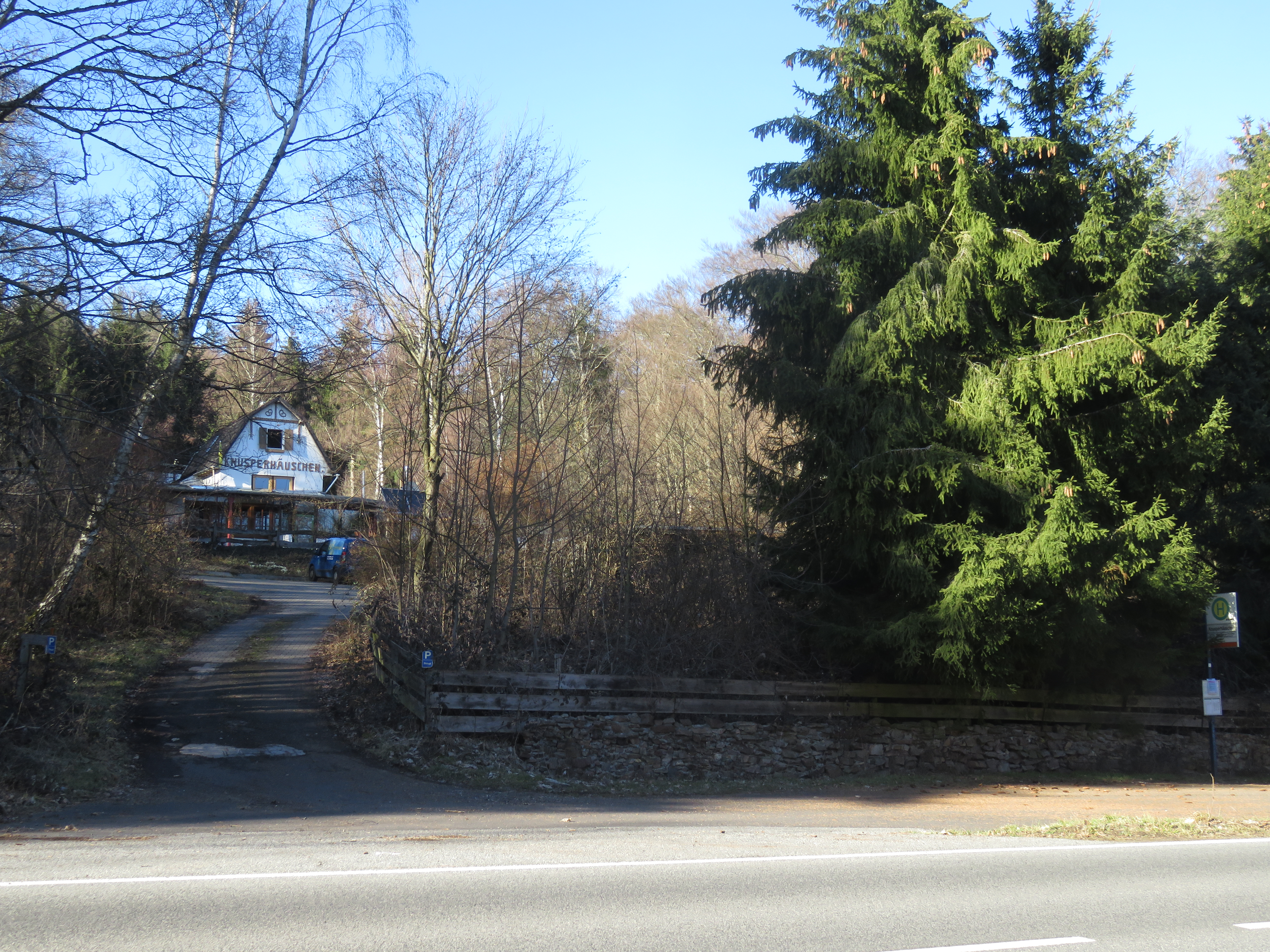
Knusperhäuschen, ehemals eine Gaststätte